# Stvoriteljsko božanstvo
Stvoriteljsko božanstvo ili bog stvoritelj (često zvan Stvoritelj) je božanstvo ili bog koji je odgovoran za stvaranje Zemlje, sveta i svemira u ljudskoj religiji i mitologiji. U monoteizmu je jedan Bog često je i tvorac. Brojne monolatrističke tradicije razdvajaju sekundarnog stvaraoca od primarnog transcendentnog bića, identifikovanog kao primarnog stvaraoca.

## Monoteizam

### Atonizam
Atonizam je otpočeo sa faraonom Ehnatonom i kraljicom Nefertiti oko 1330. godine pre nove ere, tokom perioda Novog Kraljevstva u drevnoj egipatskoj istoriji. Oni su sagradili potpuno novi glavni grad (Amarna) za sebe i poklonike svog jedinog boga stvaraoca u divljini. Njegov je otac bogoslužio Atona zajedno sa drugim bogovima njihove politeističke religije. Aton je dugo pre vremena njegovog oca bio poštovan kao bog među mnogim bogovima i boginjama u Egiptu. Atonizam je iščeznuo nakon smrti faraona. Uprkos različitim pogledima, neki naučnici smatraju atonizam jednim od granica monoteizma u ljudskoj istoriji.

### Avramske religije
Avramska pripovest o stvaranju sastoji se od dve priče, koje su uglavnom ekvivalentne prvim poglavljima Knjige postanka. Prvi izveštaj (1:1 do 2:3) koristi ponavljajuću strukturu božanske zapovesti i ispunjenja, a zatim izjavu „i bilo je veče i bilo je jutro, [xth] dana”, za svaki od šest dana stvaranja. U svakom od prva tri dana postoji čin podele: prvi dan deli mrak od svetlosti, drugi dan „vode iznad” od „voda ispod”, a treći dan more od kopna. U svakom od naredna tri dana ove podele se događaju: četvrti dan obasjava tamu i svetlost sa suncem, mesecom i zvezdama; peti dan naseljava mora i nebo ribama i pticama; i na kraju, kopnena stvorenja i čovečanstvo naseljavaju zemlju.
Prva (Pričestna priča) odnosila se na kosmički plan stvaranja, dok se druga (priča o Jahvistu) fokusira na čoveka kao kultivara njegove sredine i kao moralnog agenta. Drugi prikaz, za razliku od regimentirane sedmodnevne šeme Geneze 1, koristi jednostavan tekući narativni stil koji polazi od božjeg stvaranja prvog muškarca kroz Edenski vrt do stvaranja prve žene i institucije braka. Nasuprot svemogućnom Bogu iz Geneze 1 koji stvara čovečanstvo nalik bogu, Bog iz Geneze 2 može da bude neuspešan kao i uspešan. Čovečanstvo koje on stvara nije nalik bogu, već je kažnjeno za dela koja dovode do toga da postaju slični bogu (Geneza 3: 1-24), a sam redosled i način stvaranja se razlikuju. „Zajedno, ova kombinacija paralelnih karaktera i kontrastnih profila upućuje na različito poreklo materijala u Genezi 1:1 i Genezi 2:4, koliko god da one sada elegantno kombinovane.”
Rano stapanje grčke filozofije sa narativima iz hebrejske Biblije potiče od Filona Aleksandrijskog (umrlog 50. godine), koji je pisao u kontekstu helenističkog judaizma. Filon je poistovetio jevrejsko božanstvo stvaraoca, Jahve, sa Aristotelovim Nepokretnim pokretačem (Prvi uzrok) u pokušaju da dokaže da su Jevreji imali monoteističke poglede i pre Grka. Sličan teorijski stav demonstrirao je Toma Akvinski, koji je povezao aristotelovsku filozofiju sa hrišćanskom verom, a zatim je usledila izjava da je Bog prvo biće, prvi pokretač i čist čin.
Devterokanonska Druga knjiga o Makabejcima ima dva relevantna odlomka. U 7. poglavlju se kazuje o majci jevrejskog proto-mučenika koja govori sinu: „Preklinjem te, sine moj, pogledaj nebo i zemlju i sve što je u njima: i imaj na umu da ih je Bog stvorio iz ničega i čovečanstvo isto tako”; u prvom poglavlju, tekst se odnosi na svečanu molitvu koju izgovaraju Jonatan, Nemija i sveštenik Izraelov, dok prinose žrtve u čast Boga: „O Bože, gospode Bože, stvoritelju svih stvari, koji si odvažan, jak, pravedan, milostiv, i jedini, i blaženi kralj”. Prolog Jovanom evanđelju počinje sa: „U početku je bila reč, & reč je bila s Bogom, i reč je bila Bog. / 2 Isto je bilo u početku sa Bogom. / 3 Sve je stvorio on, a bez njega nije napravljeno ništa što je bilo napravljeno.”

## Literatura
- Flood, Gavin D. (1996), An Introduction to Hinduism, Cambridge University Press
- Kramer, Kenneth (1986), World scriptures: an introduction to comparative religions, ISBN 978-0-8091-2781-8
- Michaels, Axel (2004), Hinduism. Past and present, Princeton, New Jersey: Princeton University Press
- Alter, Robert (1981). The Art of Biblical Narrative (на језику: енглески). Basic Books. ISBN 978-0-465-00427-0.
- Alter, Robert (2004). The Five Books of Moses: A Translation with Commentary (на језику: енглески). W. W. Norton & Company. ISBN 0-393-33393-0.
- Bandstra, Barry L. (2. 7. 2008). Reading the Old Testament: Introduction to the Hebrew Bible (на језику: енглески). Cengage Learning. ISBN 978-0-495-39105-0.
- Carr, David McLain (1. 1. 1996). Reading the Fractures of Genesis: Historical and Literary Approaches (на језику: енглески). Westminster John Knox Press. ISBN 978-0-664-22071-6.
- Davies, G.I. (2007). „Introduction to the Pentateuch”.  Ур.: Barton, John; Muddiman, John. Oxford Bible Commentary. Oxford University Press. ISBN 978-0-19-927718-6.
- Effendi, Shoghi (1944). God Passes By. Wilmette, Illinois: Baháʼí Publishing Trust. ISBN 0-87743-020-9.
- Hatcher, William; Martin, Douglas (1985). The Baháʼí Faith. San Francisco: Harper & Row. ISBN 1931847061.
- Leeming, David Adams; Leeming, Margaret (2004). A Dictionary of Creation Myths (на језику: енглески). Oxford University Press. ISBN 978-0-19-510275-8.
- Ruiten, Jacques T. A. G. M. (1. 1. 2000). Primaeval History Interpreted: The Rewriting of Genesis 1-11 in the Book of Jubilees (на језику: енглески). BRILL. ISBN 978-90-04-11658-0.
- Sarna, Nahum M. (1997). „The Mists of Time: Genesis I–II”.  Ур.: Feyerick, Ada; Gordon, Cyrus H.; Sarna, Nahum M. Genesis: World of Myths and Patriarchs (на језику: енглески). NYU Press. ISBN 978-0-8147-2668-6.
- Smith, Peter (2008). An Introduction to the Baha'i Faith. Cambridge: Cambridge University Press. ISBN 978-0-521-86251-6.
- Wenham, Gordon (2003b). „Genesis”.  Ур.: Dunn, James Douglas Grant; Rogerson, J. John William. Eerdmans Commentary on the Bible. Eerdmans. ISBN 978-0-8028-3711-0.
- Assmann, Jan (2004). „Theological responses to Amarna”.  Ур.: Knoppers, Gerald Neal; Hirsch, Antoine. Egypt, Israel, and the Ancient Mediterranean World. Studies in honor of Donald B. Redford (PDF). Probleme der Ägyptologie. 20. Leiden; Boston: Brill. стр. 179—191. ISBN 978-90-04-13844-5. S2CID 192690633. doi:10.11588/propylaeumdok.00002354. Архивирано (PDF) из оригинала 18. 5. 2020. г. Приступљено 25. 5. 2020.
- David, Rosalie (1998). Handbook to Life in Ancient Egypt. Facts on File. ISBN 9780816033126.
- Dodson, Aidan (2016) [2014]. Amarna Sunrise. Egypt from the golden age to the age of heresy. Cairo; New York City: American University in Cairo Press. ISBN 9781617975608.
- Redford, Donald B. (1976). „The Sun-disc in Akhenaten's Program: Its Worship and Antecedents, I”. Journal of the American Research Center in Egypt. Alexandria, Virginia; Cairo: American Research Center in Egypt. 13: 47—61. ISSN 0065-9991. JSTOR 40001118 . doi:10.2307/40001118.
- Ridley, Ronald Thomas (2019). Akhenaten: A Historian's View. The AUC History of Ancient Egypt. Cairo; New York: The American University in Cairo Press. ISBN 9789774167935.
- Obeid, Anis; Ubayd, Anis (2006). The Druze and Their Faith in Tawhid. Syracuse, New York: Syracuse University Press. ISBN 9780815630975.
- Aldred, Cyril, Akhenaten, King of Egypt (1988) Thames & Hudson.  978-0-500-05048-4
- Assmann, Jan (1995). Egyptian Solar Religion: Re, Amun and the Crisis of Polytheism. Routledge.  978-0-7103-0465-0
- Hornung, Erik (1999). Akhenaten and the Religion of Light. Cornell University Press.  978-0-8014-8725-5
- Redford, Donald B. (1984). Akhenaten: The Heretic King. Princeton University Press.  978-0-691-00217-0
- Lubar Institute (2016). „Why 'Abrahamic'?”. Lubar Institute for Religious Studies at University of Wisconsin - Madison. Архивирано из оригинала 4. 10. 2013. г. Приступљено 5. 4. 2022.
- Massignon, Louis (1949). „Les trois prières d'Abraham, père de tous les croyants”. Dieu Vivant. 13.
- Mindell, David P. (31. 10. 2007). The Evolving World. Harvard University Press. ISBN 978-0-674-02191-4. Архивирано из оригинала 30. 5. 2016. г.
- Nisan, Mordechai (2002). Minorities in the Middle East: a history of struggle and self-expression (2nd, illustrated изд.). McFarland. ISBN 978-0-7864-1375-1. Архивирано из оригинала 5. 4. 2023. г. Приступљено 4. 4. 2012.
- Slosar, J. P.; O'Brien, D. (2003). „The Ethics of Neonatal Male Circumcision: A Catholic Perspective”. American Journal of Bioethics. 3 (2): 62—64. PMID 12859824. S2CID 38064474. doi:10.1162/152651603766436306.
- Smith, Peter (2008). An Introduction to the Baha'i (sic) Faith. Cambridge: Cambridge University Press. ISBN 978-0-521-86251-6.
- Smith, Peter (2022). „Ch. 50: Southeast Asia”.  Ур.: Stockman, Robert H. The World of the Bahá'í Faith. Oxfordshire, UK: Routledge. ISBN 978-1-138-36772-2. Архивирано из оригинала 13. 2. 2023. г. Приступљено 18. 8. 2022.
- Tsedaka, Benyamim (2013). The Israelite Samaritan Version of the Torah. ISBN 9780802865199. Архивирано из оригинала 5. 4. 2023. г. Приступљено 14. 3. 2022.
- Blasi, Anthony J.; Turcotte, Paul-André; Duhaime, Jean (2002). Handbook of early Christianity: social science approaches. Rowman Altamira. ISBN 978-0-7591-0015-2. Архивирано из оригинала 5. 4. 2023. г. Приступљено 25. 8. 2020.
- Dodds, Adam (јул 2009). „The Abrahamic Faiths? Continuity and Discontinuity in Christian and Islamic Doctrine”. Evangelical Quarterly. 81 (3): 230—253. doi:10.1163/27725472-08103003.
- Obeid, Anis (2006). The Druze & Their Faith in Tawhid. Syracuse University Press. ISBN 978-0-8156-5257-1.
- Firestone, Reuven (2001). Children of Abraham: an introduction to Judaism for Muslims. Hoboken, NJ: Ktav Publishing House. ISBN 978-0-88125-720-5.
- Peters, F. E. (22. 5. 2018). The Children of Abraham: Judaism, Christianity, Islam. Princeton University Press. ISBN 978-1-4008-8970-9. Архивирано из оригинала 26. 3. 2023. г. Приступљено 18. 3. 2023.
- Greenstreet, Wendy (2006). Integrating spirituality in health and social care. Oxford; Seattle, WA: Radcliffe. ISBN 978-1-85775-646-3. Архивирано из оригинала 5. 4. 2023. г. Приступљено 25. 8. 2020.
- Bremer, Thomas S. (2015). „Abrahamic religions”. Formed From This Soil: An Introduction to the Diverse History of Religion in America. Chichester, West Sussex: Wiley-Blackwell. ISBN 978-1-4051-8927-9. LCCN 2014030507. S2CID 127980793. Архивирано из оригинала 5. 4. 2023. г. Приступљено 9. 3. 2021.
- Scherman, Nosson, ур. (2001). Tanakh=Tanach: Torah, Neviʼim, Ketuvim: the Torah, Prophets, Writings: the twenty-four books of the Bible, newly translated and annotated (1st student size, Stone изд.). Brooklyn, N.Y.: Mesorah Publications. ISBN 9781578191123.
- Stroumsa, Guy G. (2017). The making of the Abrahamic religions in late antiquity. Oxford. ISBN 978-0-191-05913-1.
- Levenson, Jon Douglas (2012). Inheriting Abraham: the legacy of the patriarch in Judaism, Christianity, and Islam. Princeton: Princeton University Press. ISBN 978-0-691-16355-0.
- Hendrix, Scott; Okeja, Uchenna, ур. (2018). The World's Greatest Religious Leaders: How Religious Figures Helped Shape World History [2 volumes]. ABC-CLIO. ISBN 978-1440841385.

## Spoljašnje veze
- „Secondary Creation”. Krishna.com. Архивирано из оригинала 26. 11. 2009. г. Приступљено 6. 8. 2009.